# Trichaulax arfakensis
Trichaulax arfakensis är en skalbaggsart som beskrevs av Jakl 2010. Trichaulax arfakensis ingår i släktet Trichaulax och familjen Cetoniidae. Inga underarter finns listade i Catalogue of Life.